# Oculohammus densepunctatus
Oculohammus densepunctatus är en skalbaggsart som beskrevs av Stefan von Breuning och De Jong 1941. Oculohammus densepunctatus ingår i släktet Oculohammus och familjen långhorningar. Inga underarter finns listade i Catalogue of Life.